# Hymenochaete
Hymenochaete Lév. (szczeciniak) – rodzaj grzybów z rodziny szczeciniakowatych (Hymenochaetaceae).

## Charakterystyka
Grzyby saprotroficzne występujące na martwym drewnie drzew i krzewów. Powodują białą zgniliznę drewna. Grzyby kortycjoidalne o bazydiokarpie rozpostartym lub przechodzącym w siedzący. Hymenofor gładki lub nieco guzkowaty, mniej lub bardziej spękany, zwykle brązowy, w KOH czarniawy. W hymenoforze tym znajdują się ostre szczecinki brązowego koloru (dostrzegalne tylko pod lupą). System strzępkowy monomityczny, strzępki z przegrodami bez sprzążek. Podstawki mniej lub bardziej rurkowate do maczugowatych, z 4 sterygmami i prostą przegrodą u podstawy. Bazydiospory gładkie, cienkościenne, szkliste, cyjanofilne.
Hymenochaete różni się od innych rodzajów Hymenochaetaceae tym, że ma powierzchnię gładką lub drobno brodawkowatą.

## Systematyka i nazewnictwo
Pozycja w klasyfikacji według Index Fungorum: Hymenochaetaceae, Hymenochaetales, Incertae sedis, Agaricomycetes, Agaricomycotina, Basidiomycota, Fungi.
Gatunek ten opisał Joseph Henri Léveillé w 1846 roku. Synonimy naukowe: Cyclomycetella Murrill, Cycloporellus Murrill, Hymenochaetella P. Karst., Leptochaete Lév., Stipitochaete Ryvarden.
Polską nazwę podali Barbara Gumińska i Władysław Wojewoda w 1968 r. W polskim piśmiennictwie mykologicznym należące do tego rodzaju gatunki opisywane były także jako pleśniak, skórnik, powłocznik, szczeciniak.
Gatunki występujące w Polsce:
- Hymenochaete carpatica Pilát 1930 – szczeciniak jaworowy
- Hymenochaete cinnamomea (Pers.) Bres. 1897 – szczeciniak cynamonowy
- Hymenochaete cruenta (Pers.) Donk 1959 – szczeciniak jodłowy
- Hymenochaete fuliginosa (Pers.) Lév. 1846 – szczeciniak sadzowaty
- Hymenochaete rubiginosa (Dicks.) Lév. 1846 – szczeciniak rdzawy

WNazwy naukowe na podstawie Index Fungorum. Wykaz gatunków i nazwy polskie według W. Wojewody.